# Merdø
Merdø est une île du comté d'Agder, au sud de la péninsule de Norvège. L'île fait partie la municipalité de Arendal.

## Description
L'île de 0,3 kilomètre carré se trouve le long de la côte du Skagerrak, près de l'entrée du Galtesundet, le principal chenal de navigation menant à la ville d'Arendal sur le continent. Les îles de Tromøy et Hisøya  se trouvent au nord et au nord-ouest. Les petites îles d'Ærøya et Havsøya se trouvent au sud-ouest. Une partie de l'île est incluse dans le Parc national de Raet.

## Historique
Des tombes datant de l'âge du fer existent à deux endroits sur l'île : Lakseberget et Støttavla. Les archives historiques montrent une colonie permanente sur Merdø remontant au moins aux années 1300, et que la colonie s'est produite en étroite association avec le trafic maritime toujours croissant sur le Skagerrak. Merdø est marqué comme un avant-port sur toutes les anciennes cartes maritimes néerlandaises depuis 1580, et c'était l'un des ports les plus importants le long du Skagerrak. Le port de Merdø est situé sur la rive nord de l'île de Merdø, face au village de Revesand (en) sur l'île de Tromøy, à environ 1 km au nord. L'auberge, le poste de douane et le chantier naval de Merdø sont mentionnés dans des écrits du XVIe siècle. Plus tard, une école et des magasins ont été créés sur l'île.

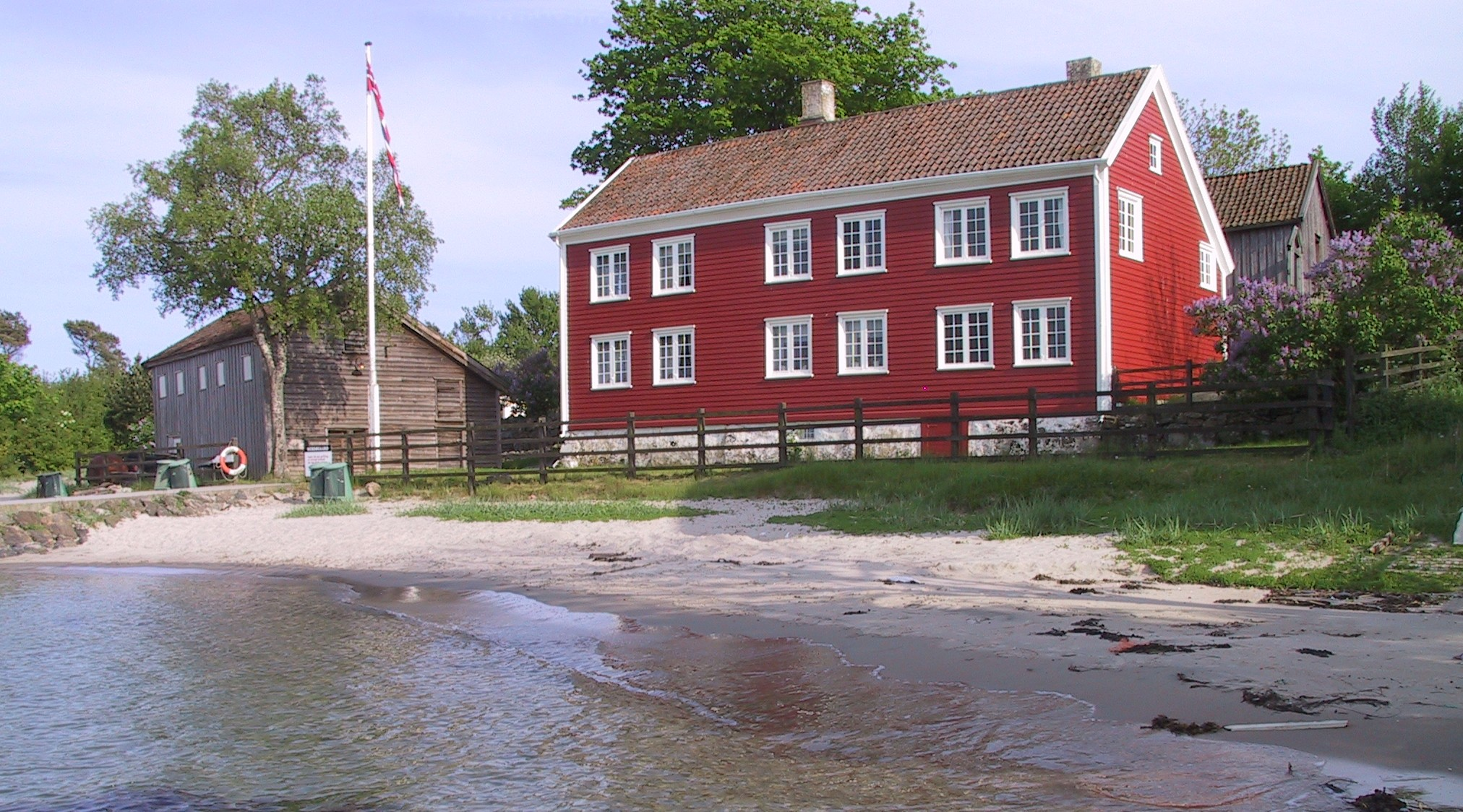
musée Merdøgaard

Il y a une vieille maison bien conservée qui est maintenant le musée Merdøgaard, qui appartient au musée du Aust-Agder à Arendal. Il y a deux modèles de compas taillés dans les montagnes avec la date 1654. Il y a aussi deux canons qui ont été placés sur l'île dans les années 1700 pour la défense de la ville d'Arendal qui peuvent encore être vus.
Au XIXe siècle, les pêcheurs et leurs familles vivaient sur l'île au bord de la mer. En 1900, il y avait 26 maisons habitées avec un total de 144 habitants. Au début du XXe siècle, la saison de navigation s'achève et les ports n'ont plus le même besoin. Le poste de douane a été fermé en 1960, le poste de déchargement a été fermé en 1971 et le bureau de poste a été fermé en 1975.

## Villégiature

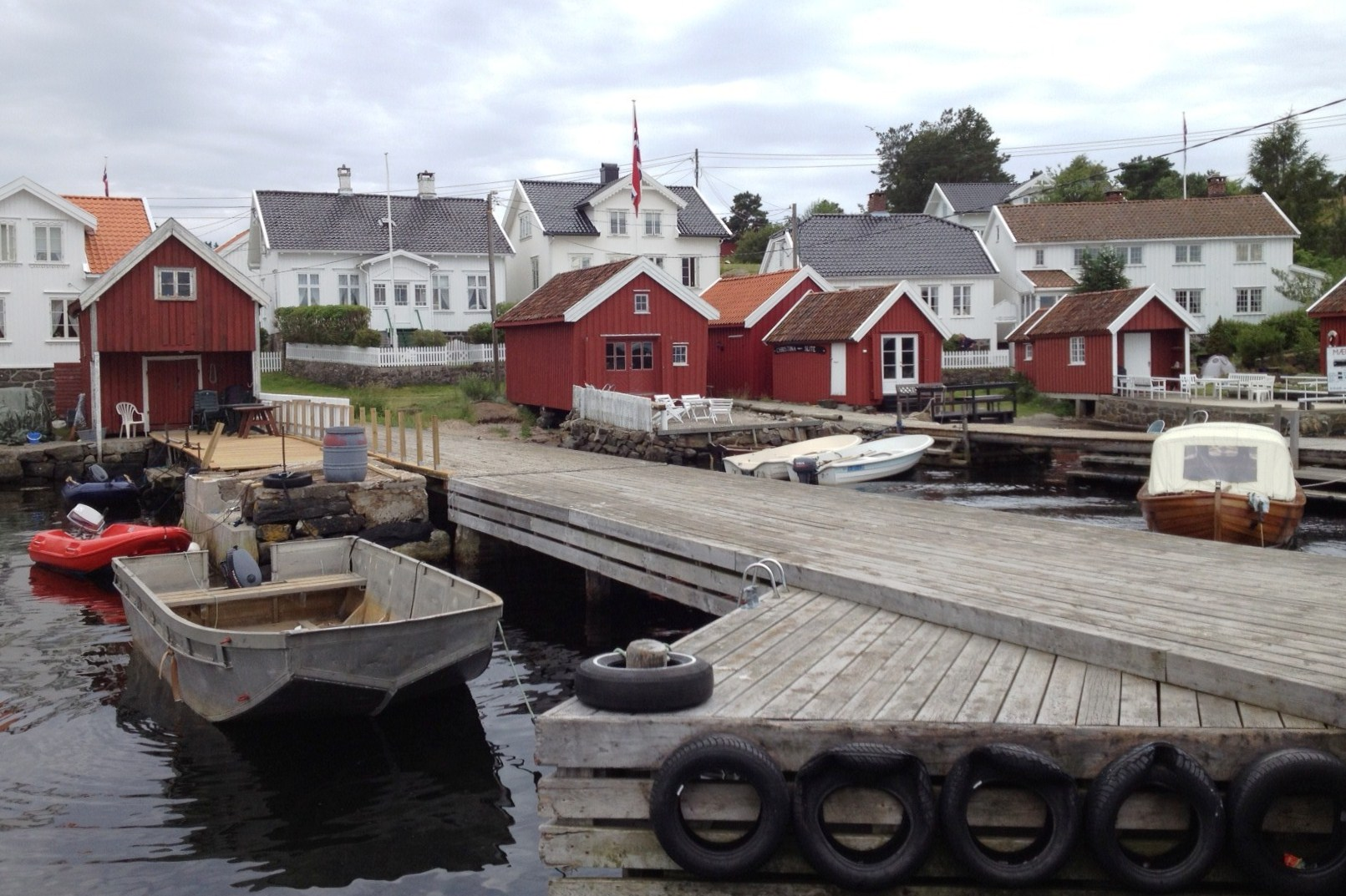
Le petit port de Merdo

Au XXe siècle, Merdø est devenue de plus en plus une destination de vacances et touristique. L'île s'est progressivement dépeuplée complètement, mais les maisons sont toujours utilisées comme résidences d'été pour les familles en vacances. Merdø possède également un grand nombre de cabanes construites au XXe siècle. Merdø possède plusieurs zones de baignade agréables avec de bonnes plages de sable, et c'est une destination populaire pour les habitants de la région d'Arendal. Il y a des ferries vers et depuis l'île sans voiture toutes les demi-heures pendant la saison estivale. Pendant la basse saison et toute l'année, les deux compagnies de ferry proposent des services de bateau-taxi.